# Aroneanu
Aroneanu – wieś w Rumunii, w okręgu Jassy, w gminie Aroneanu. W 2011 roku liczyła 1401 mieszkańców.